# Saltå
Saltå is een plaats in de gemeente Södertälje in het landschap Södermanland en de provincie Stockholms län in Zweden. De plaats heeft 50 inwoners (2000) en een oppervlakte van 8 hectare. In 2005 was het inwoneraantal tot onder de 50 gezakt, en als het inwoneraantal van een plaats in Zweden onder de 50 is gezakt wordt het aantal inwoners niet meer officieel genoteerd.